# Horst Floth
Horst Floth   (Karlsbad, 24 de juliol de 1934 - Feldafing, 5 d'octubre de 2005) fou un pilot de bob alemany que va competir sota bandera de la República Federal Alemanya durant les dècades de 1960 i 1970.
El 1968 va prendre part en els Jocs Olímpics d'Hivern de Grenoble, on va disputar les dues proves del programa de bob. Fent parella amb Pepi Bader va guanyar la medalla de plata en la prova de bobs a dos, mentre en la de bobs a quatre fou cinquè. Quatre anys més tard, als Jocs de Sapporo, tornà a disputar les dues proves del programa de bob i aconseguí les mateixes posicions, plata en bobs a dos i cinquè en el bobs a quatre.
En el seu palmarès també destaca una medalla d'or, una de plata i una de bronze al Campionat del món de bob.